# بانییپ، ویکتوریا
بانییپ (به انگلیسی: Bunyip) یک منطقهٔ مسکونی در استرالیا است که در ویکتوریا (استرالیا) واقع شده‌است.